# Клепаче (Белостокский повет)
Клепаче (пол. Klepacze) — деревня в Белостокском повете Подляского воеводства Польши. Входит в состав гмины Хорощ. Находится примерно в 12 км к западу от города Белосток. По данным переписи 2011 года, в деревне проживало 1563 человека. Есть библиотека и добровольческая пожарная дружина. Имеется местный фольклорный ансамбль «Клепачники».
В 1795 году деревня входила в состав Бельской земли Подляшского воеводства.